# Cinzia Monreale
Cinzia Monreale (geboren als Cinzia Moscone; Genua, 22 juni 1957) is een Italiaanse actrice. Ze is waarschijnlijk het best bekend om haar rol in de Italiaanse horrorklassiekers Beyond the Darkness en The Beyond.

## Leven
Monreale, geboren in Genua, de dochter van zangeres Mirella Zaza, was actief als catwalkmodel voordat ze aan haar filmcarrière begon. In 1975, op 17-jarige leeftijd, maakte ze haar filmdebuut in een ondergeschikte rol in de komedie van Vittorio Sindoni, Son tornate a fiorire le rose, daarna kreeg ze haar eerste hoofdrollen weer met Sindoni, in de komedies Perdutamente tuo ... mi firmo Macaluso Carmelo fu Giuseppe en Per amore di Cesarina.
Monreale verscheen in verschillende films in de jaren zeventig, waaronder de spaghettiwestern Silver Saddle, wat haar eerste keer was dat ze samenwerkte met de beroemde horrorfilmregisseur Lucio Fulci. In 1979, op 22-jarige leeftijd, speelde ze een hoofdrol bij regisseur Joe D'Amato in Buio Omega ("Beyond the Darkness"), en in 1981, opnieuw werkend met Fulci, verscheen ze als 'Emily' in de cult-horrorklassieker The Beyond, met Catriona MacColl en David Warbeck. Andere rollen zijn Joe D'Amato's Return From Death (aka Frankenstein 2000), Lucio Fulci Warriors of the Year 2072 en The Sweet House of Horrors, Pupi Avati's Under the Skin, en When a Man Loves a Woman.

## Filmografie
- Son tornate a fiorire le rose (1975), onvermeld
- Perdutamente tuo ... mi firmo Macaluso Carmelo fu Giuseppe (1976)
- Quel movimento che mi piace tanto (1976)
- Per amore di Cesarina (1976)
- Silver Saddle (1978)
- Bermuda: Cave of the Sharks (1978)
- Beyond the Darkness (1979)
- The Beyond (1981)
- Warriors of the Year 2072 (1984)
- Under the Chinese Restaurant (1987)
- The Sweet House of Horrors (1989)
- Return From Death (1991)
- The Stendhal Syndrome (1996)
- Under the Skin (2000)
- When a Man Loves a Woman (2000)
- L'accertamento (2001)
- The Cruelest Day (2003)